# HC Slavoj Český Krumlov
HC Slavoj Český Krumlov (celým názvem: Hockey Club Slavoj Český Krumlov) je český klub ledního hokeje, který sídlí ve městě Český Krumlov v Jihočeském kraji. Založen byl v roce 1935 pod názvem TJ Sokol Český Krumlov. Od sezóny 2009/10 působí v Jihočeské krajské lize, čtvrté české nejvyšší soutěži ledního hokeje. Klubové barvy jsou zelená a bílá.
Své domácí zápasy odehrává na zimním stadionu Český Krumlov.

## Historické názvy
Zdroj:
- 1935 – TJ Sokol Český Krumlov (Tělovýchovná jednota Sokol Český Krumlov)
- 194? – TJ Slavoj Český Krumlov (Tělovýchovná jednota Slavoj Český Krumlov)
- 199? – HC Slavoj Český Krumlov (Hockey Club Slavoj Český Krumlov)

## Přehled ligové účasti
Stručný přehled
Zdroj:
- 1976–1977: Divize – sk. B (4. ligová úroveň v Československu)
- 1999–2002: Jihočeský krajský přebor (4. ligová úroveň v České republice)
- 2002–2003: 2. liga – sk. Střed (3. ligová úroveň v České republice)
- 2003–2009: Jihočeský krajský přebor (4. ligová úroveň v České republice)
- 2009– : Jihočeská krajská liga (4. ligová úroveň v České republice)

Jednotlivé ročníky
Zdroj:
Legenda: ZČ - základní část, červené podbarvení - sestup, zelené podbarvení - postup, fialové podbarvení - reorganizace, změna skupiny či soutěže
| Československo (1976 – 1993) |                          |           |           |                                       |                        |
| Sezóny                       | Soutěž                   | Úroveň    | ZČ        | Play-off, nadstavba, sk. o udržení... | Poznámky               |
| 1976/77                      | Divize – sk. B           | 4. úroveň | 5. místo  |                                       | Sestup                 |
| ...                          |                          |           |           |                                       |                        |
| Česko (1993 – )              |                          |           |           |                                       |                        |
| Sezóny                       | Soutěž                   | Úroveň    | ZČ        | Play-off, nadstavba, sk. o udržení... | Poznámky               |
| ...                          |                          |           |           |                                       |                        |
| 1999/00                      | Jihočeský krajský přebor | 4. úroveň | 1. místo  |                                       | Baráž                  |
| 2000/01                      | Jihočeský krajský přebor | 4. úroveň | 2. místo  |                                       | Baráž                  |
| 2001/02                      | Jihočeský krajský přebor | 4. úroveň | ?. místo  |                                       | Koupě licence od Žďáru |
| 2002/03                      | 2. liga – sk. Střed      | 3. úroveň | 12. místo | Ne                                    | Sestup                 |
| 2003/04                      | Jihočeský krajský přebor | 4. úroveň | 1. místo  | Zápas o 7. místo (výhra)              |                        |
| 2004/05                      | Jihočeský krajský přebor | 4. úroveň | 1. místo  | Vítěz                                 | Baráž                  |
| 2005/06                      | Jihočeský krajský přebor | 4. úroveň | 4. místo  | Semifinále                            |                        |
| 2006/07                      | Jihočeský krajský přebor | 4. úroveň | 1. místo  | Finále                                |                        |
| 2007/08                      | Jihočeský krajský přebor | 4. úroveň | 9. místo  |                                       |                        |
| 2008/09                      | Jihočeský krajský přebor | 4. úroveň | 6. místo  | Čtvrtfinále                           | Změna názvu soutěže    |
| 2009/10                      | Jihočeská krajská liga   | 4. úroveň | 1. místo  | Semifinále                            |                        |
| 2010/11                      | Jihočeská krajská liga   | 4. úroveň | 10. místo |                                       |                        |
| 2011/12                      | Jihočeská krajská liga   | 4. úroveň | 3. místo  | Čtvrtfinále                           |                        |
| 2012/13                      | Jihočeská krajská liga   | 4. úroveň | 7. místo  | Čtvrtfinále                           |                        |
| 2013/14                      | Jihočeská krajská liga   | 4. úroveň | 4. místo  | Čtvrtfinále                           |                        |
| 2014/15                      | Jihočeská krajská liga   | 4. úroveň | 1. místo  | Semifinále                            |                        |
| 2015/16                      | Jihočeská krajská liga   | 4. úroveň | 4. místo  | Semifinále                            |                        |
| 2016/17                      | Jihočeská krajská liga   | 4. úroveň | 1. místo  | Vítěz                                 | Baráž                  |
| 2017/18                      | Jihočeská krajská liga   | 4. úroveň | 2. místo  | Finále                                |                        |
| 2018/19                      | Jihočeská krajská liga   | 4. úroveň | 1. místo  | Čtvrtfinále                           |                        |
| 2019/20                      | Jihočeská krajská liga   | 4. úroveň | 3. místo  | Čtvrtfinále                           |                        |
| 2020/21                      | Jihočeská krajská liga   | 4. úroveň | –. místo  |                                       | Zrušeno                |
| 2021/22                      | Jihočeská krajská liga   | 4. úroveň | 3. místo  | Čtvrtfinále                           |                        |
| 2022/23                      | Jihočeská krajská liga   | 4. úroveň | 5. místo  | Čtvrtfinále                           |                        |
| 2023/24                      | Jihočeská krajská liga   | 4. úroveň | 9. místo  |                                       |                        |